# Geoffroyus
Genre
Geoffroyus est un genre d'oiseaux de la famille des Psittaculidae.

## Liste des espèces
D'après la classification de référence (version 6.4, 2016) du Congrès ornithologique international (ordre phylogénique) :
- Geoffroyus geoffroyi (Bechstein, 1811) - Perruche de Geoffroy
- Geoffroyus simplex (A. B. Meyer, 1874) - Perruche à col bleu
- Geoffroyus heteroclitus (Hombron et Jacquinot, 1841) - Perruche hétéroclite